# Idioma tsetsaut
Tsetsaut es una lengua atabascana septentrional que se extinguió a mediados del siglo XX y que previamente se hablaban en la zona de canal de Portland en el noroeste de la Columbia británica. Prácticamente todo lo que se conoce de la lengua se debe al material recogido por Franz Boas en 1894 de dos esclavos Tsetsaut de los nisga'a, que fue suficiente para poder establecer el parentesco con las lenguas atabascanas. No se conoce exactamente cuando se extinguió la lengua, aunque se conoce que un hablante todavía vivía en 1927.
El término nisga'a para los tsetsaut era jits'aawit, aunque los tsetsaut se autodenominaban a sí mismos como los wetaŀ. El término tstsaut es una adaptación de [tsʼətsʼaut] '[los] del interior', usado por los gitksan y los Nisga'a para referirse a los pueblos atabascanos que vivían al norte y el este de su territorio, el término también se aplicaba a algunos tahltan y a los sekani.

## Ejemplos[2]
- ɬoʔ pez
- xɔ oso pardo
- xadzinε ciervo macho
- qax conejo
- goʔ serpiente
- ts’alε rana
- ts’esdja mosquito
- tsrāmaʔ avispa
- at’ɔ nido
- εkyagɔ tobillo
- aɬʼɔqʼ fetge
- dlε baile
- kwuɬʼ suciedad
- na madre
- täʼ padre
- isča nieto
- axa cabello
- aɬa(ʔ) mano
- txa patada
- mmē lago
- xutsʼedeʼ izquierda